# La Martyre
La Martyre (Ar Merzer in Breton) là một xã của tỉnh Finistère, thuộc vùng Bretagne, miền tây bắc Pháp.

## Dân số
Người dân ở La Martyre được gọi là Martyriens.

## =Tham khảo
=